# SOVAC Production
SOVAC Production S.P.A. ist ein Automobilhersteller mit Sitz in Relizane (Algerien).
Es handelt sich um ein Joint Venture zwischen SOVAC und der Volkswagen AG, die eine Minderheitsbeteiligung hält.

## Geschichte
Bereits seit 2001 ist das Unternehmen SOVAC Vertriebspartner in Algerien für die Marke Volkswagen, später auch für Audi, SEAT, Škoda und Porsche. Das gemeinsame Unternehmen SOVAC Production wurde Ende November 2016 gegründet. Zu Beginn der Produktion Mitte 2017 waren im Werk rund 550 Mitarbeiter beschäftigt.
Bereits im ersten Halbjahr wurden mehr als 15.000 Einheiten produziert.

## Modelle
Anfangs werden SKD-Bausätze der Modelle Volkswagen Golf, Volkswagen Caddy, Seat Ibiza und Škoda Octavia hergestellt. Im Jahr 2018 kommen die Modelle Seat Leon, Škoda Rapid (anstelle des ursprünglich angekündigten Fabia) und Volkswagen Polo hinzu.